# Maurice Lacroix

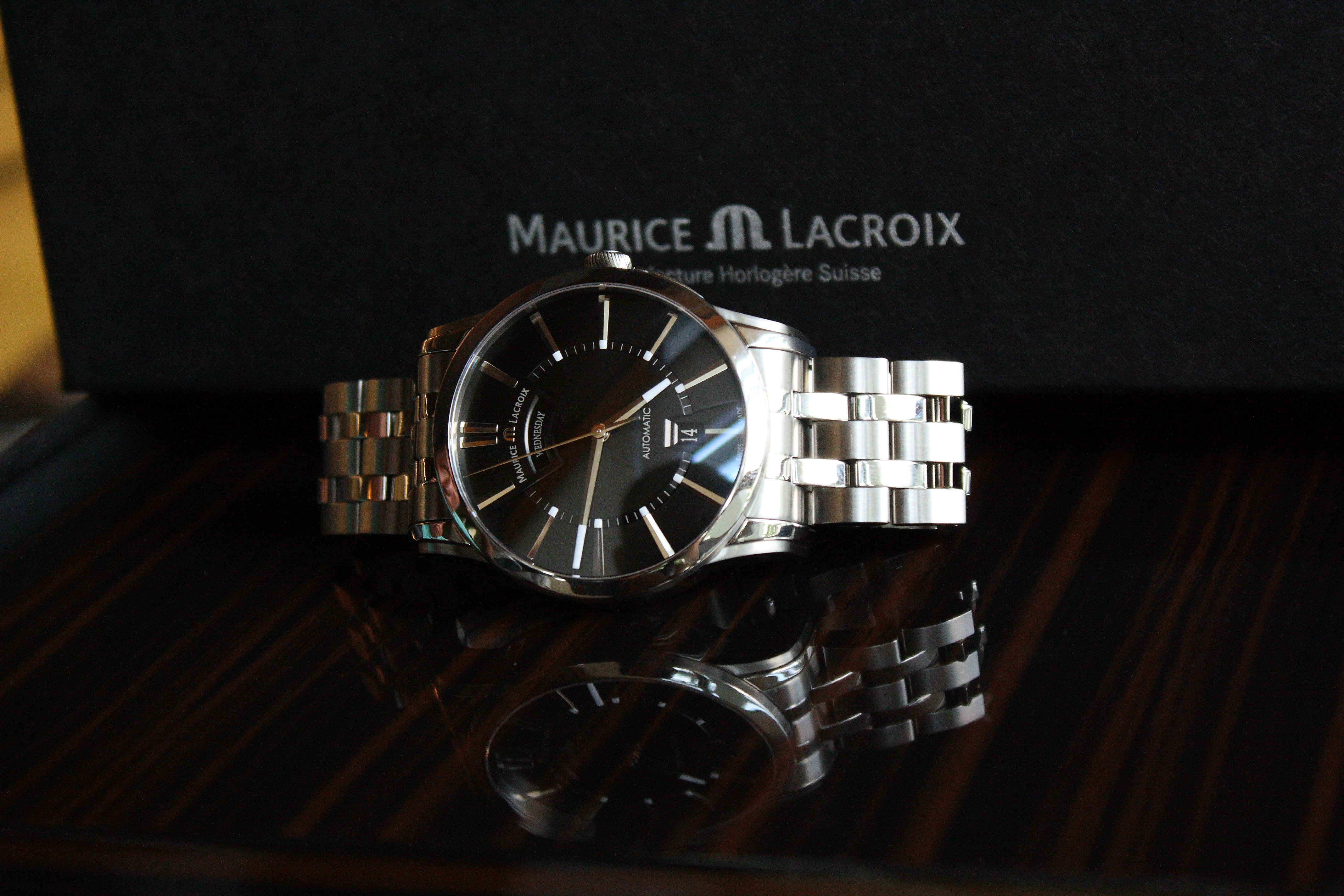
Maurice Lacroix Pontos Day Date

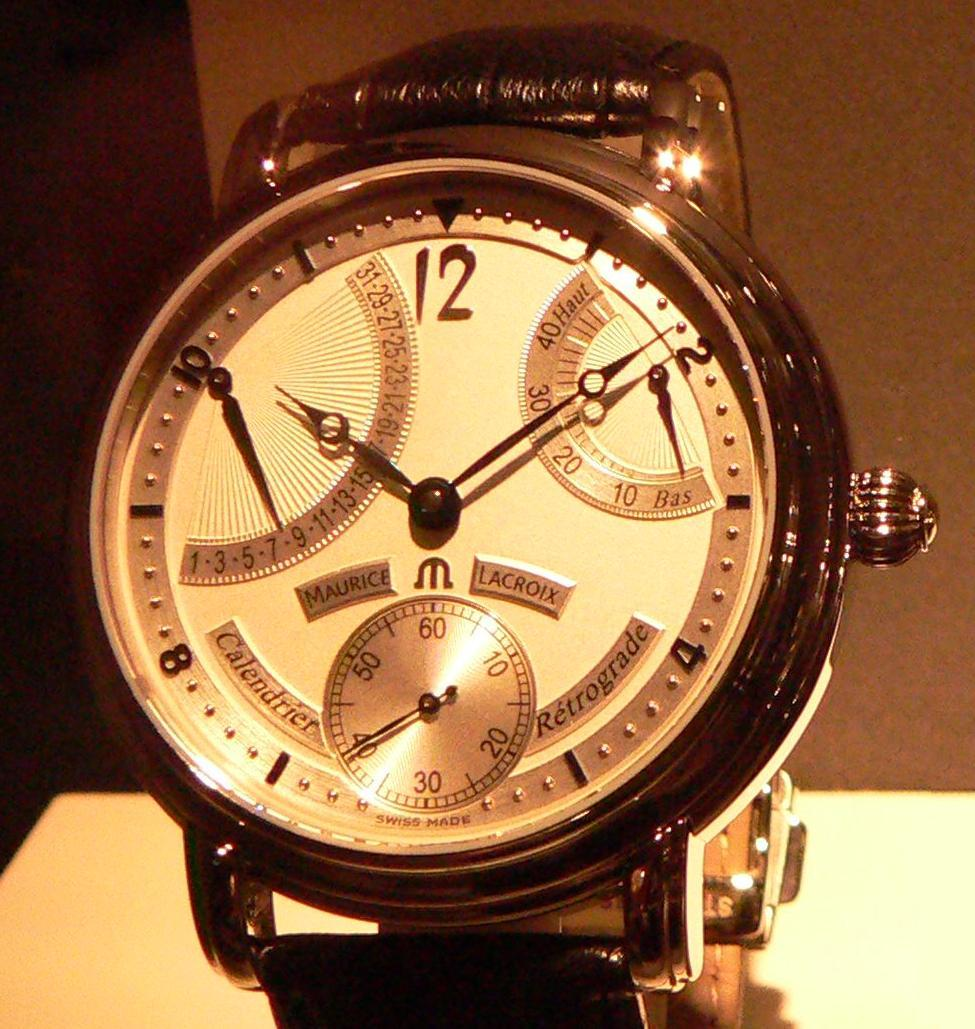
Maurice Lacroix calendrier retrograde

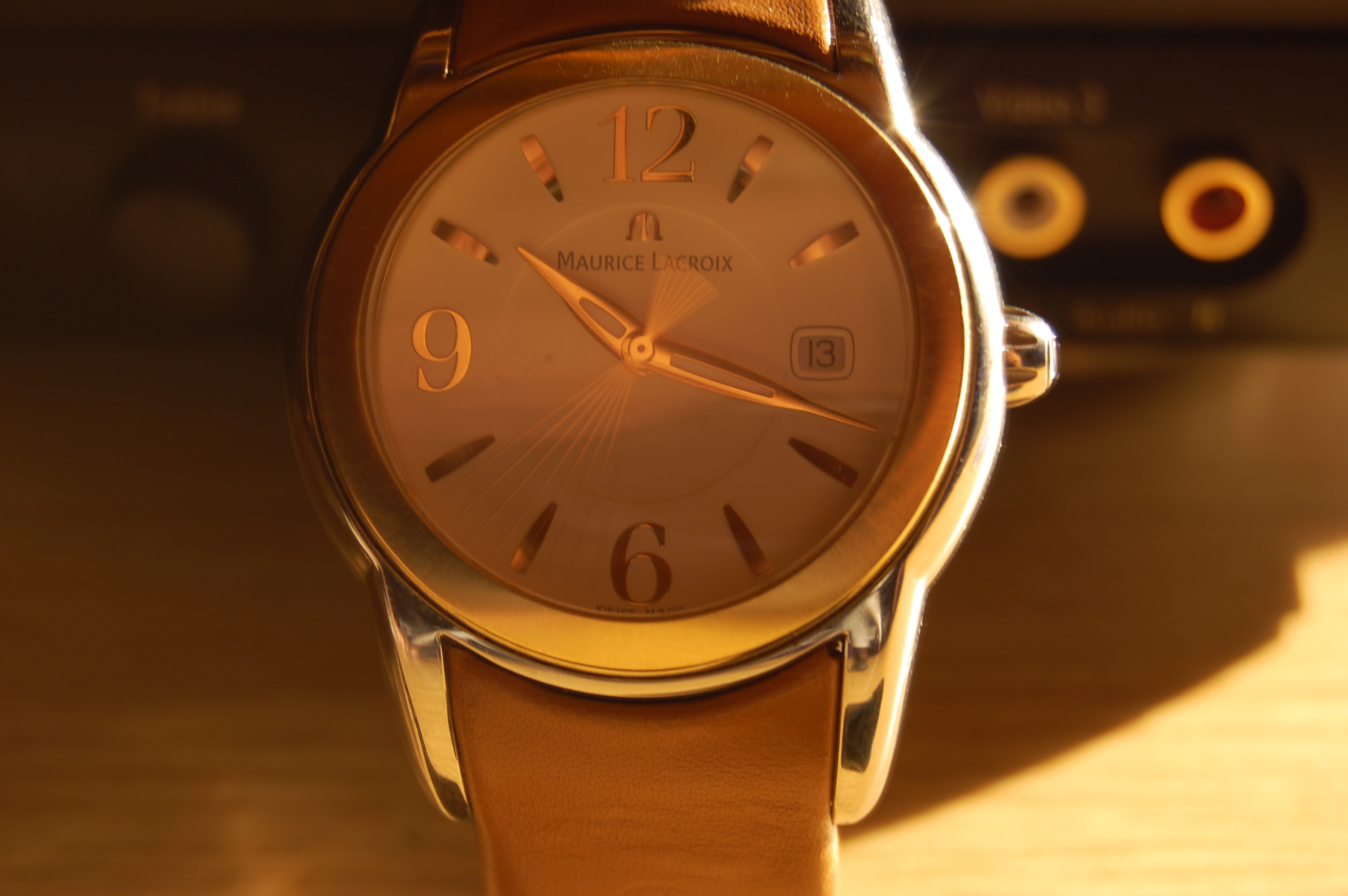
Reloj de pulsera Maurice Lacroix

Maurice Lacroix es una marca de relojes de lujo suiza, con sede en el cantón del Jura y oficina central en Zúrich, fundada en 1975 como parte del grupo de empresas Desco. “Maurice Lacroix” era el nombre de un miembro del consejo de administración de la empresa matriz, que falleció cuando el grupo estaba pensando en lanzar su propia marca de relojes. El nombre fue elegido como marca en su memoria.
En 2008, la empresa producía unos 120.000 relojes al año, 50.000 de los cuales eran de movimiento mecánico. La compañía pasó a formar parte del grupo de Zúrich DKSH en 2011, cuando empleaba a unas 200 personas.

## Historia
Maurice Lacroix fue fundada en 1975 en la localidad de Saignelégier, en las tierras altas del Jura, como parte de la empresa Desco von Schulthess de Zúrich, una compañía mucho más antigua fundada en 1889, con raíces en el comercio de la seda. Desde 1946, Desco también había sido representante de relojes de lujo de las firmas Audemars Piguet, Heuer, Eterna SA y Jaeger-LeCoultre. Con el paso de los años, se interesó más en el negocio de los relojes y en 1961 adquirió una planta de ensamblaje llamada Tiara en Saignelégier, en la provincia suiza del Cantón del Jura. Allí produjo relojes para terceros. Finalmente, en 1975, comenzó a comercializar sus propios relojes bajo la marca Maurice Lacroix, nombre que tiene su origen como homenaje póstumo a un miembro de la junta directiva de Desco que falleció por entonces.  Desde 1975 hasta principios de los años 1980, la empresa experimentó una importante expansión en Europa.
En 1980, Maurice Lacroix había alcanzado tal éxito que la planta de Saignelégier dejó de producir para terceros, y en 1989 adquirió el fabricante de cajas Queloz S.A., también con sede en Saignelégier. Esta capacidad de producir cajas de relojes en la propia empresa hizo que Maurice Lacroix fuera un caso inusual en el sector de las empresas de relojes de lujo suizas.
Durante los años 1990, la compañía experimentó un "ascenso vertiginoso" con el lanzamiento de su línea de alta gama "Les Mécaniques", que más tarde pasó a llamarse la línea "Masterpiece". Durante este tiempo, la empresa se consolidó en el sector de las manufactures, creando sus propios movimientos para su Colección Masterpiece. A lo largo de la década de 1990 penetró en varios mercados asiáticos y, en 1995, se expandió en los Estados Unidos.
A partir de 2010, Maurice Lacroix paso a tener un total de aproximadamente 220 empleados en todo el mundo, estando la marca representada en alrededor de 4000 tiendas en más de 60 países de todo el mundo. En 2011, el holding suizo Diethelm Keller & SiberHegner adquirió la mayoría de las acciones de la empresa.
Distribución en España
En 2013, Maurice Lacroix rompió su relación comercial con el Grupo Munreco para la distribución de la marca en España. Munreco, propietaria de las marcas Viceroy y Sandoz, estaba atravesando una grave crisis económica que puso al grupo español al borde de la quiebra.

## Relojes Masterpiece
La línea "Les Mécaniques" / "Masterpiece" incluye modelos de edición limitada basados en movimientos "históricos" o "patrimoniales" adquiridos durante el apogeo de la crisis del cuarzo y restaurados según los más altos estándares. La empresa también es conocida por sus relojes de pulsera con alarma, cronógrafos y relojes Masterpiece, que Maurice Lacroix produce basándose en movimientos tradicionales. Además, esta línea incluye relojes basados en ébauches modificados de ETA, Unitas y otros productores que incorporan numerosas complicaciones, incluidos movimientos retrógrados, indicadores de reserva de marcha y módulos de calendario.
La marca también es conocida por su modelo "Mémoire 1", un reloj que incluye numerosas complicaciones. Su movimiento está compuesto por 604 partes móviles y puede cambiar entre las funciones de hora y cronógrafo sin perder el rastro de ninguna indicación.

## Fabricación de movimientos
En 2006, Maurice Lacroix presentó su primer movimiento completamente fabricado internamente, el "Masterpiece Le Chronographe" basado en el calibre ML106. Desde entonces, ha presentado numerosos movimientos de manufactura, incluido un movimiento automático en 2011. El cambio hacia los movimientos de manufactura ha ido acompañado de un aumento del tamaño de los relojes y hacia un aspecto más "moderno" o "industrial".

## Patrocinios
En 2010, Maurice Lacroix colaboró con el empresario de Internet Jimmy Wales (fundador de la Wikipedia), el músico Bob Geldof, el actor Ray Stevenson, el nadador James Magnussen, el buceador Orlando Duque, el actor surcoreano Jang Dong-gun y el golfista británico Justin Rose en una campaña de patrocinio de la marca. En 2019, la empresa colaboró con el fabricante de automóviles Kia Motors para proporcionar relojes para el sedán Kia K9.
La marca también ha sido socio oficial del Fútbol Club Barcelona y de la Red Bull Cliff Diving World Series.
En 2018 inició el programa "Amigos de la marca" y firmó un acuerdo de patrocinio con el equipo número uno de baloncesto 3x3 en Suiza, el Team Lausanne.